# Гришин-Алмазов, Алексей Николаевич
Алексей Никола́евич Гри́шин-Алма́зов (24 ноября (6 декабря) 1880, Тамбов, Тамбовская губерния, Российская империя — 5 мая 1919, Форт-Александровский, Закаспийская область, Российское государство) — русский военный деятель, один из руководителей белого движения в Сибири в 1918 году. Основатель и первый главнокомандующий Сибирской армией. Военный губернатор Белой Одессы в 1918—1919 гг.

## Семья и образование
Родился в дворянской семье. Отец — коллежский секретарь Николай Алексеевич Гришин. Мать — Надежда Александровна.
Окончил Воронежско-Михайловский кадетский корпус, Михайловское артиллерийское училище (1902).

## Офицер русской армии
В 1904—1905 участвовал в русско-японской войне, служил на территории Маньчжурии. Участник сражения при Ляояне. В последующие годы служил в частях Восточно-Сибирского и Приамурского военных округов. На протяжении шести лет возглавлял команду разведчиков и учебную команду. Много путешествовал, главным образом, по Амурской области и Уссурийскому краю.
Вскоре после начала Первой мировой войны А. Н. Гришин в составе 5-го Сибирского армейского корпуса прибыл на фронт (в район ст. Барановичи, Червонный Бор). Первоначально возглавлял службу связи, был адъютантом командира корпуса. После производства в апреле 1915 года в капитаны командовал батареей и 35-м артиллерийским мортирным дивизионом, входившим в состав ударных частей. Участвовал во многих наступательных и оборонительных операциях. Был награждён орденами Св. Анны 4-й степени с надписью «За храбрость», Св. Станислава 3-й степени с мечами и бантом, Св. Анны 3-й степени, Св. Станислава 2-й степени с мечами, а также медалями. В 1917 году за подвиг на фронте по ходатайству солдат был награждён Георгиевским крестом.
В 1917 году имел чин подполковника. Некоторое время был близок к партии социалистов-революционеров, оставаясь при этом беспартийным. Будучи в составе действующей армии, за сопротивление большевизму был заключён в тюрьму, а затем в административном порядке выслан из армии.

## Создание офицерского подполья
Некоторое время находился в Добровольческой армии, был направлен генералом Михаилом Алексеевым в Сибирь для организации офицерского подполья. Весной 1918 года под прозвищем «Алмазов» возглавил военный штаб при подпольном Западно-Сибирском комиссариате Временного правительства автономной Сибири. Под видом сотрудника «Закупсбыта» вёл энергичную работу по созданию и укреплению тайных вооружённых организаций на территории от Омска до Канска.
Участник белого движения Б. Б. Филимонов позднее так характеризовал деятельность А. Н. Гришина-Алмазова в данный период:

По некоторым сведениям, полковник Гришин прибыл в Сибирь по поручению генерала Алексеева, имея своей задачей объединение доморощенных офицерских организаций на территории этого огромного края Российской державы. Во всяком случае, полковник Гришин-Алмазов вместе с видным эсером Павлом Михайловым, членом Учредительного собрания, изъездил при большевиках все более крупные города Сибири, внося всюду систему и единство в кустарно создававшиеся офицерские организации. Гришину-Алмазову, как и Павлу Михайлову, нужно отдать должное: оба они не покладая рук работали, находя среднюю примиряющую линию, и привлекали к совместной работе под флагом Сибирского правительства и эсеров, и лиц правого направления. Разъезды и подпольная работа были, конечно, сопряжёны с преодолением различных трудностей, так как большевики охотились за Гришиным и Михайловым. Требовалось немало смелости, а ещё больше такта ввиду разнородности направлений политических целей и различных организаций. Все это они преодолели, и, когда произошло выступление, и власть в освобождённых районах взяли в свои руки эмиссары Сибирского правительства, Гришин-Алмазов и Павел Михайлов заняли видные посты.

## Один из лидеров белого движения в Сибири
Узнав о начале антисоветского выступления Чехословацкого корпуса, 27 мая 1918 года отдал из Томска приказ подпольщикам о вооружённом восстании. Прибыв в Новониколаевск, утром 28 мая подписал приказ № 1 о своём вступлении в командование войсками Западно-Сибирского военного округа, развернувшими совместно с чехословаками наступление в западном, восточном и южном направлениях. 13 июня стал командующим только что созданной четырёхтысячной Западно-Сибирской армией. После легализации Западно-Сибирского комиссариата с 14 июня 1918 года возглавил его военный отдел. После перехода власти к Временному Сибирскому правительству и преобразования отделов Западно-Сибирского комиссариата в министерства А. Н. Гришин-Алмазов стал управляющим Военным министерством (с 1 июля). Одновременно он продолжал командовать армией, переименованной 27 июля того же года в Сибирскую.
Проявил себя умелым и деятельным военным администратором. Создавал армию на основе строгой военной дисциплины, без всякой «керенщины». Постановлением правительства от 10 июля за военные заслуги был произведён в генерал-майоры. В течение лета 1918 года Сибирская армия под руководством А. Н. Гришина-Алмазова выросла до 60 тысяч и совместно с чехословаками очистила территорию Сибири от войск Красной армии. В конце лета руководил переходом от добровольческого комплектования вооружённых сил к призыву крестьянской молодёжи, минимально затронутой (в отличие от солдат, участвовавших в Первой мировой войне) большевистской агитацией. В результате к концу сентября 1918 были призваны около 175 тысяч новобранцев.
Отдал приказ о введении знаков различия Сибирской армии: бело-зелёная ленточка на околыше фуражки вместо кокарды и такой же расцветки нарукавный шеврон на правом рукаве углом вниз. Кроме того, вместо погон в армии был введён нарукавный знак для различия чинов, представлявший собой щиток, носившийся на левом рукаве.
Деятельность А. Н. Гришина-Алмазова по организации Сибирской армии высоко оценивалась современниками. Генерал Дмитрий Филатьев отмечал, что «энергию и организаторские способности он выявил недюжинные и оказался вполне на своём месте». Управляющий делами Временного Сибирского правительства Г. К. Гинс вспоминал: «Я не знал в Омске военного, который бы годился больше, чем Гришин, для управления военным министерством в демократическом кабинете». При этом Гинс отмечал и негативные качества генерала: самоуверенность, «молодую самовлюблённость», которая приводила к конфликтам с другими министрами Сибирского правительства.
Разделяя программные положения левоцентристского «Союза Возрождения России», А. Н. Гришин-Алмазов при этом поддерживал сторонников установления режима твёрдой власти, считал неосуществимыми в условиях Гражданской войны эсеровские лозунги «народоправства», чем вызвал резкое недовольство со стороны сибирского руководства партии социалистов-революционеров и самарского Комитета членов Учредительного собрания. Издал приказ по армии, в котором говорилось:

Каждый военный начальник должен помнить, что на театре войны все средства, ведущие к цели, одинаково хороши и законны и что победителя вообще не судят ни любящие родную землю, ни современники, ни благоразумные потомки.
Негативно воспринимал политическое вмешательство во внутрироссийские дела представителей иностранных союзных держав и чехословаков. Конфликт с английским консулом Престоном (А. Н. Гришин-Алмазов сказал ему: «Ещё вопрос, кто в ком больше нуждается: Россия в союзниках или союзники в России», что вызвало протест консула) наряду с откровенно монархическими взглядами Алексея Николаевича и имевшими место случаями исполнения национального гимна «Боже, Царя храни» послужили поводом для отставки генерала 5 сентября с занимаемых им постов, несмотря на возражения со стороны Ивана Михайлова. Отказался от планов организации военного переворота с опорой на антисоциалистически настроенных министров Сибирского правительства, которые находились на его стороне во время конфликта с эсерами. 13 сентября 1918 года А. Н. Гришин-Алмазов был зачислен «по полевой лёгкой артиллерии с назначением состоять в распоряжении Совета министров». Оскорблённый недоверием и установленной за ним слежкой, 22 сентября покинул Омск, выехав в расположение Добровольческой армии Юга России.

## Служба на Юге России
Через 38 дней добрался до Екатеринодара и был командирован генералом Антоном Деникиным в Яссы (Румыния) для информирования собравшихся там российских и иностранных участников политического совещания о положении дел в Сибири. Выступил на совещании с обширным докладом. По окончании Ясского совещания остался в Одессе, так как власть на Украине перешла от дружественного Добровольческой армии Гетманата к враждебной России Директории Украинской народной республики.
В декабре 1918 года возглавил добровольческий офицерский отряд, при поддержке союзнических войск выбил петлюровцев из Одессы и впоследствии организовал её оборону, по инициативе французской администрации (консула Эмиля Энно) и уполномоченных представителей Добровольческой армии (В. В. Шульгина и Василия Степанова) был назначен военным губернатором Одессы и прилегающего к ней района. Бывший депутат Государственной Думы В. В. Шульгин всё это время оставался его неофициальным советником по «гражданским делам».
Главнокомандующий Добровольческой армией А. И. Деникин утвердил назначение Гришина-Алмазова в качестве военного губернатора города, но власти в Екатеринодаре относились к последнему насторожённо, прежде всего опасаясь местного сепаратизма. Личность «одесского диктатора» на Белом Юге была совершенно никому не известна, об его прошлом ходили самые невообразимые слухи — говорили, что он «мальчишка и самозванец и произведён в генералы какой-то татарской бандой», «домовым комитетом» и в том же духе; смущал Деникина и «революционный» способ назначения Гришина-Алмазова.
Гришин-Алмазов относился к главнокомандующему ДобрАрмии вполне лояльно. В телеграмме Деникину от 27 декабря 1918 года Гришин-Алмазов писал: «нигде и ни при каких обстоятельствах я не буду проводить политики иной, кроме указанной в директивах Ваших, а также лежащих в основе идей Добровольческой армии. Никогда и ни при каких обстоятельствах я не изменю Добровольческой армии и Вам — генерал-лейтенанту Деникину, законному вождю этой армии». Адъютант Гришина-Алмазова поручик Зёрнов в своём дневнике от 11 января 1919 года, записал слова своего шефа: «Меня многие здесь толкают на Наполеона, но я не пойду на авантюру. В письме я обязался быть верным генералу Деникину и это обещание я не нарушу… кроме, конечно, случая, когда Деникин будет поставлен в такие условия, что он не сможет больше работать на благо России, благо России для меня выше всего». Но в частных разговорах с Шульгиным генерал жаловался, Екатеринодарские власти ему не верят и не столько ценят, что они «прилучили» Одессу под трёхцветное знамя Единой России, сколько боятся «одесского самостийничества».
Активно боролся с уголовным миром Одессы — в результате преступники организовали на него несколько покушений. Известный уголовный авторитет Мишка Япончик направил генералу письмо, в которым были такие строки: «Мы не большевики и не украинцы. Мы уголовные. Оставьте нас в покое, и мы с вами воевать не будем». Прочитав письмо, генерал отказался на него отвечать и сказал Шульгину: «Не может диктатор Одессы договариваться с диктатором уголовных».
Для охраны набрал конвой из татар, которые на Коране принесли ему присягу в верности. В борьбе против большевиков и уголовников прибегал к их ликвидации без суда и следствия. Шульгин так описывал аргументацию генерала, объяснявшего ему необходимость таких жёстких мер:

Чем их устрашить? Они пускают все средства в ход, в том числе подпольные приговоры, и затем следуют таинственные убийства. Неугодных им лиц они уничтожают. Причём убийц найти нельзя, никакое следствие не помогает. Даже пытки. Вот я и отвечаю им тем же. Находят человека. Убит. За что? Почему? Тайна… Никто не может ручаться за свою жизнь. Выползает нечто безличное, неведомое. Тайна! Говорят, что это я. Но не всё ли равно? А может быть, это и не я. Важно, что завелась смерть, которая видит. Но её увидеть нельзя. Тайна!
В конце марта 1919 года был отстранён от должности военного губернатора Одессы прибывшим в город французским генералом Франше д’Эспере, который распорядился, чтобы Гришин-Алмазов «покинул Одессу в 24 часа». Однако, Алмазов остался, продолжая возглавлять контролировавший часть Одессы отряд Добровольческой армии, с которым покинул город 6 апреля 1919 года при подходе большевиков и эвакуации французской армии, уйдя за Днестр, в Бессарабию.

## Гибель
В апреле 1919 года во главе военной делегации, состоявшей из 16 офицеров и 25 солдат, был послан в Сибирь, к адмиралу Александру Колчаку. Однако 5 мая пароход «Лейла», на котором отряд переправлялся через Каспийское море под охраной английских кораблей, неожиданно был захвачен в районе Форта Александровского советским эсминцем «Карл Либкнехт». Не желая сдаваться в плен, А. Н. Гришин-Алмазов выстрелом из револьвера покончил с собой. Иван Бунин, живший в Одессе в период губернаторства А. Н. Гришина-Алмазова, в «Окаянных днях» назвал сообщение об его гибели «ужасной вестью».

## Судьба жены
Женой А. Н. Гришина была Мария Александровна, урождённая Захарова. Уезжая на Юг России, А. Н. Гришин-Алмазов оставил её в Омске. Будучи, по оценке Петра Вологодского, «очень неглупой женщиной», она стала ближайшей подругой Анны Тимирёвой — возлюбленной А. В. Колчака, организовала в своей квартире аристократический салон, который посещали высшие слои омского общества тех дней, включая самого А. В. Колчака:148—149.
Отступая из Омска в одном поезде с Верховным Правителем в январе 1920 года, Мария Александровна была арестована Политцентром в числе лиц окружения А. В. Колчака. В Иркутской городской тюрьме находилась в том же отделении, что и А. В. Колчак и А. В. Тимирёва, став свидетельницей последних дней жизни бывшего Верховного Правителя. В мае 1920 года над бывшими министрами и высокопоставленными чиновниками Российского правительства советская власть устроила суд, в число обвиняемых, как хозяйка буржуазного салона, попала и Мария Александровна. Она единственная из 23 обвиняемых была оправдана. После освобождения она смогла эмигрировать в Китай, где написала записки о последних днях жизни А. В. Колчака, изданные в феврале 1921 года в Харбинской русской газете «Русский голос»:148—149.

## В культуре
В советской литературе образ А. Н. Гришина-Алмазова появлялся в ряде произведений как образ белогвардейского генерала, жестоко расправляющегося с советским подпольем:150.
Образ А. Н. Гришина-Алмазова появлялся и в кинематографе. В фильме 1965 года «Эскадра уходит на запад», снятом на Одесской киностудии, отрицательного белогвардейского генерала сыграл актёр Владимир Сошальский. В наполовину утраченном фильме 1972 года «Нечаянные радости», снятом на «Мосфильме» Рустамом Хамдамовым, роль Гришина-Алмазова исполнил Юрий Назаров. В российском фильме 2008 года «Господа офицеры: Спасти императора» роль командующего Сибирской армией и уже вполне положительного Гришина-Алмазова сыграл актёр А. Г. Рапопорт. В снятом в 2011 году телесериале «Жизнь и приключения Мишки Япончика» роль Гришина-Алмазова исполнил Александр Лазарев-мл. В таких известных фильмах, как «Раба любви» и «Интервенция», присутствие сильного, волевого белого генерала ощущается за кадром, хотя сам он в персонажах этих фильмов и не обозначен:150.
В 2018 в сериале «Сувенир из Одессы» А.Алмазова, генерал-губернатора Одессы исполнил Александр Кобзарь. В 2021 в фильме «Бендер: Начало» в роли коменданта Солнечноморска штабс-капитана Аметистова — Артём Ткаченко.
Упоминается в воспоминаниях Тэффи.

## Награды
- Орден Святой Анны 4-й степени с надписью «За храбрость» (1905)
- Орден Святого Станислава 3-й степени с мечами и бантом (1905)
- Орден Святой Анны 3-й степени
- Орден Святого Станислава 2-й степени с мечами (ВП 05.09.1915)
- Мечи и бант к ордену Святой Анны 3-й степени (ВП 03.09.1916)
- Орден Святой Анны 2-й степени с мечами (ВП 02.11.1916)
- Орден Святого Владимира 4-й степени с мечами и бантом (1917)
- Георгиевский крест 4-й степени с лавровой ветвью (1917)